# Russisch-Olympiade
Die Russisch-Olympiade ist ein Wettbewerb, der für Russisch lernende Schüler veranstaltet wird und auf Initiative der Internationalen Assoziation der Lehrer der russischen Sprache und Literatur (MAPRJAL) etabliert wurde. Die internationale Russisch-Olympiade wird seit 1972 in Moskau ausgetragen. Hierfür qualifizieren sich die Teilnehmer in nationalen Russisch-Olympiaden.

## Internationale Russisch-Olympiade
1972 gab es 1. internationale Russisch-Olympiade in Moskau. 1975 fand die 2. internationale Russisch-Olympiade statt. Die internationale Russisch-Olympiade in Moskau fand ursprünglich alle drei Jahre statt. 1991 wurde die 7. internationale Russisch-Olympiade veranstaltet, an der 237 Schüler aus 26 Länder teilnahmen, davon 30 Schüler aus der ersten gesamtdeutschen Mannschaft des wiedervereinigten Deutschlands. 2004 nahmen 7 bundesdeutsche Schüler an der internationalen Russisch-Olympiade teil.
Die 12. internationale Russisch-Olympiade wurde 2008 in Moskau ausgetragen. 2014 wurde die 13. internationale Russisch-Olympiade in Moskau veranstaltet. Im Dezember 2018 fand die 16. internationale Russisch-Olympia am Puschkin-Institut mit 127 Kandidaten aus 34 Ländern in Moskau statt.

## Nationale Russisch-Olympiaden

### Deutsche Demokratische Republik
In der DDR war Russisch ab der 5. Klasse Pflichtfach. Landesweite Russisch-Olympiaden fanden seit 1965 statt.  Die Qualifikation dafür erfolgte auf Schul-, Kreis- und Bezirksebene. Die Sieger der landesweiten Russisch-Olympiaden wurden zur alle drei Jahre stattfindenden internationalen Russisch-Olympiade geschickt.
Angela Merkel gewann 1969 die Russisch-Olympiade und nahm daraufhin an der internationalen Russisch-Olympiade in Moskau teil.
In der DDR wurde im Schuljahr 1975/6 die  12. Russisch-Olympiade  ausgetragen.

### Bundesrepublik Deutschland
Der Deutsche Russischlehrerverband führt seit 1977 jedes dritte Jahr eine Bundesolympiade durch.  Die Veranstaltung wird nur durch freiwilliges Engagement der Lehrer getragen. Die letzte Bundesolympiade fand im Jahr 2012 statt.

### Österreich
In Österreich wurde die erste  landesweite Russisch-Olympiade 1972 und die zweite 1975 veranstaltet. Im Schuljahr 1980/81 wurde die vierte landweite österreichische Russisch-Olympiade abgehalten. Zwei weitere landesweite österreichische Russisch-Olympiaden wurden 2008 und 2013 ausgetragen.

### Polen
Am Ende der 1960er Jahre begann man in Polen an den Schulen Russisch-Olympiaden durchzuführen, an denen zwischen 20.000 und 60.000 Schüler teilnahmen.

## Russisch-Olympiaden in deutschen Bundesländern
In Nordrhein-Westfalen fand 2018 eine bundeslandweite Russisch-Olympiade statt, die vom Russischlehrerverband NRW ausgerichtet wurde.